# 夏拉淖尔水库
夏拉淖尔水库位于中国内蒙古自治区阿拉善盟额济纳旗境内的一座中型水库，地处额济纳旗县城西北约7千米额木纳高勒左岸，系由原天然湖泊夏拉淖尔（夏勒淖）改造而成，于1961年投入运行。后因年久失修，缺乏日常维护，以致于20世纪80年代以后被荒废弃用。2005年内蒙古水利厅将夏拉淖尔水库定为“三类坝”进行除险加固。除险加固工程于2012年7月20日全线开工建设，2013年完成。现夏拉淖尔水库总库容1000万立方米，兴利库容680万立方米，设计年供水能力2506万立方米。是目前额济纳旗境内唯一的中型水库。水库地表水来源于额济纳河东河下游昂茨分水枢纽分出的铁库里分干渠。